# 閃亮美洲鱥
閃亮美洲鱥（學名：Notropis candidus），為輻鰭魚綱鯉形目雅羅魚科的其中一種，分布於北美洲美國阿拉巴馬州的阿拉巴馬河和湯比格比河流域，體長可達11公分，棲息在沙石底質的溪流底中層水域，成小群活動，遇到驚嚇會游入更深水域，生活習性不明。